# Museo Teatro Romano de Cartagena

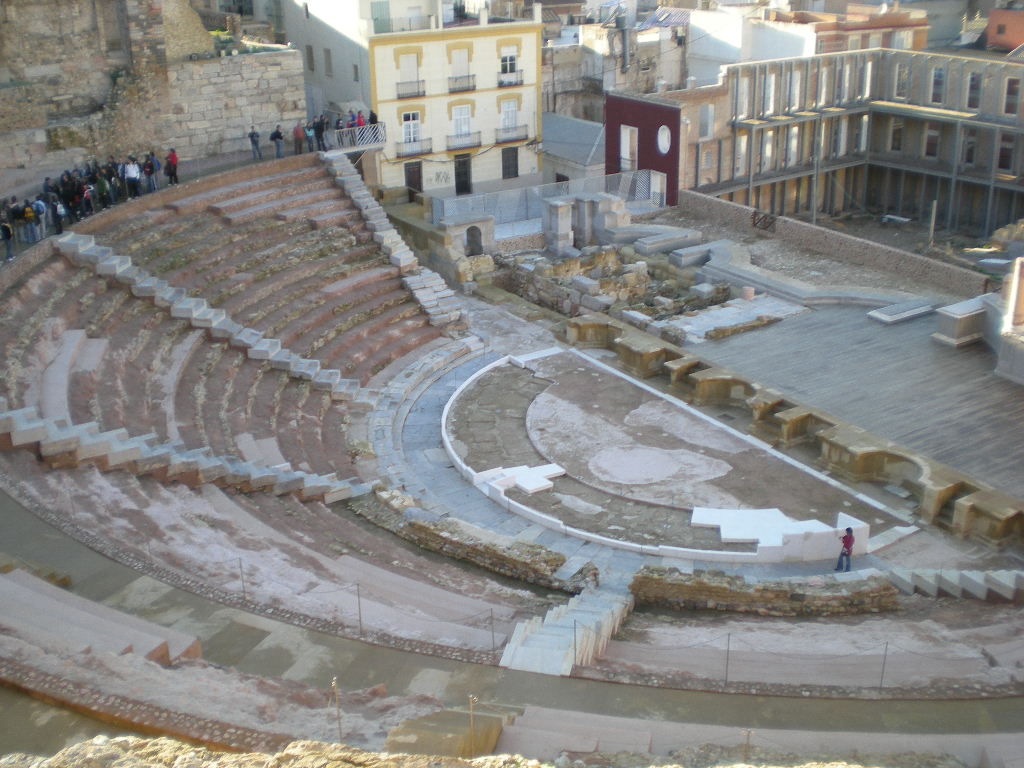
Museo del Teatro Romano de Cartagena

Het Museo (del) Teatro Romano de Cartagena is een museum in het Spaanse Cartagena. Het museum toont de resten en archeologische vondsten van het Romeinse theater, dat in 1972 werd ontdekt Het bood plaats aan 6000 toeschouwers en was een van de grootste Romeinse theaters van Hispania. Het museum werd geopend in 2008 en is het werk van Rafael Moneo.